# Kolonia Wolanów
Kolonia Wolanów (prononciation : [kɔˈlɔɲa vɔˈlanuf]) est un village polonais de la gmina de Wolanów dans le powiat de Radom de la voïvodie de Mazovie dans le centre-est de la Pologne.
Le village compte approximativement une population de 129 habitants en 2006.

## Histoire
De 1975 à 1998, le village appartenait administrativement à la voïvodie de Radom.